# Comuna Gherghița, Prahova
Gherghița este o comună în județul Prahova, Muntenia, România, formată din satele Gherghița (reședința), Independența, Malamuc și Ungureni.

## Așezare
Comuna se află pe malul drept al Prahovei, în zona cursului inferior al acestei ape. Comuna este traversată de autostrada București-Ploiești, pe care este deservită de un nod marcat ca Gherghița sau Potigrafu. Ieșirea duce din autostradă în șoseaua județeană DJ100B, leagă comuna spre est de Drăgănești și Fulga, iar spre vest de Balta Doamnei și Gorgota (unde se intersectează cu DN1).

## Demografie
Componența etnică a comunei Gherghița
     Români (94,63%)
     Alte etnii (0,16%)
     Necunoscută (5,21%)
Componența confesională a comunei Gherghița
     Ortodocși (86,34%)
     Adventiști (5,74%)
     Penticostali (1,67%)
     Alte religii (0,89%)
     Necunoscută (5,37%)
Conform recensământului efectuat în 2021, populația comunei Gherghița se ridică la 1.918 locuitori, în scădere față de recensământul anterior din 2011, când fuseseră înregistrați 1.977 de locuitori. Majoritatea locuitorilor sunt români (94,63%), iar pentru 5,21% nu se cunoaște apartenența etnică. Din punct de vedere confesional, majoritatea locuitorilor sunt ortodocși (86,34%), cu minorități de adventiști (5,74%) și penticostali (1,67%), iar pentru 5,37% nu se cunoaște apartenența confesională.

## Politică și administrație
Comuna Gherghița este administrată de un primar și un consiliu local compus din 11 consilieri. Primarul, Mihail Nichita[*], de la Partidul Social Democrat, este în funcție din 2016. Începând cu alegerile locale din 2024, consiliul local are următoarea componență pe partide politice:
|  | Partid                    | Consilieri | Componența Consiliului | Componența Consiliului | Componența Consiliului | Componența Consiliului | Componența Consiliului | Componența Consiliului | Componența Consiliului | Componența Consiliului | Componența Consiliului | Componența Consiliului |
|  | ------------------------- | ---------- | ---------------------- | ---------------------- | ---------------------- | ---------------------- | ---------------------- | ---------------------- | ---------------------- | ---------------------- | ---------------------- | ---------------------- |
|  | Partidul Social Democrat  | 10         |                        |                        |                        |                        |                        |                        |                        |                        |                        |                        |
|  | Partidul Național Liberal | 1          |                        |                        |                        |                        |                        |                        |                        |                        |                        |                        |

## Istorie
Așezarea este atestată în documente externe din anul 1431.
În secolul al XIX-lea, o mare parte a teritoriului comunei a făcut parte din Domeniile Statului, din care o mică porțiune a fost dată în stăpânire tinerilor "însurăței", ce nu aveau pământ (cca. 1881).
Gherghița a fost un târg aflat în evul mediu la confluența râurilor Teleajen cu Prahova, la o importantă intersecție de drumuri (drumul ce venea de la Brașov, pe valea Buzăului se întâlnea cu Drumul Brăilei, ca și cu un drum ce venea de la București). Târgul era cunoscut pentru negustorii săi, ce ajungeau des pe piața Brașovului. În cca. 1602, Radu Șerban a ridicat aici o palancă, o fortificație din lemn, înconjurată cu val de pământ, distrusă însă la scurt timp de tătari (cca. 1610). Matei Basarab a ridicat în Gherghița o biserică. Târgul a început să decadă în a doua parte a secolului al XVII-lea, devenind un simplu sat în secolul următor.
Primul act de cancelarie cunoscut emis în Gherghița, datează din 2 august 1453, de la voievodul Vladislav al II-lea, în care se arată că acest document a fost scris în Gherghița, fără nici o altă localizare (Bτ Gherghița - în slavonă). Urmează, în continuare, o serie de nouă acte scrise în Gherghița, aparținând voievozilor Radu cel Frumos, Basarab cel Bătrân și apoi cel Basarab cel Tânăr, din secolul al XV-lea și de la Vlad cel Tânăr și Vladislav al III-lea, din secolul al XVI-lea, până la domnia lui Pătrașcu Vodă, tatăl lui Mihai Viteazul. În 1623, la Gherghița își aveau sediul trupe de călărași, care au participat la Răscoala Călărașilor împotriva domnitorului muntean Alexandru Coconul.
La sfârșitul secolului al XIX-lea, comuna Gherghița făcea parte din plasa Câmpul a județului Prahova, fiind compusă din satele Gherghița, Belciugul, Independența și Ungureni, totalizând 2128 de locuitori. În comună era o școală frecventată de 132 de elevi (din care 46 de fete) și patru biserici: biserica domnească din Gherghița, fondată în 1641 de Matei Basarab; o a doua fondată de un anume căpitan Preda, tot în Gherghița; una în satul Belciugul, de la începutul secolului al XIX-lea și una în Ungureni de la sfârșitul secolului al XVIII-lea. Comuna Gherghița a făcut parte atunci din plasa Drăgănești din județul Prahova La începutul secolului al XX-lea, satul Belciug a trecut la comuna Cornurile.
În 1950, a fost arondată raionului Urlați din regiunea Prahova, apoi în 1952, raionului Mizil din regiunea Ploiești. În 1968, a fost reînființat județul Prahova, iar comunei Gherghița i s-a alipit și satul Malamuc din comuna desființată Hătcărău, precum și satele comunei desființate Ciumați. Acea comună a fost reînființată în 2004, sub numele de Olari, satele separându-se din nou de comuna Gherghița.

## Monumente istorice
În comuna Gherghița se află două situri arheologice și trei monumente istorice de arhitectură de interes național. Siturile sunt cel de „la Târg” (în vatra satului Gherghița), cu urme de așezări din neolitic și din secolele al IX-lea–al X-lea; și cel de „la Cercelata” cu așezări din eneolitic (cultura Gumelnița), Epoca Bronzului și secolele al IX-lea–al X-lea, ambele în satul Gherghița. Monumentele de arhitectură sunt biserica „Sfântul Dumitru” — de Piatră (1705, refăcută în 1802 și 1888); biserica „Sfântul Procopie” — Domnească (1641, refăcută în 1895) ambele din satul Gherghița; și biserica de lemn „Adormirea Maicii Domnului” (1790), strămutată din Transilvania, aflată în cimitirul din satul Ungureni.
În rest, alte trei obiective din comună sunt incluse în lista monumentelor istorice din județul Prahova ca monumente de interes local. Două dintre ele sunt situri arheologice, ambele aflate la Independența — unul aflat la „Malul Roșu”, cuprinzând așezări din secolele al X-lea–al XI-lea și din secolul al XIV-lea; și situl de „pe Maidan” cu două așezări similare, plus una din perioada Halstatt. Cel de al treilea, clasificat ca monument memorial sau funerar, este crucea de pomenire din piatră (1630, 1675) din curtea lui Ion Giuroiu din satul Gherghița.